# Whitewater (Wisconsin)
Whitewater is een plaats (city) in de Amerikaanse staat Wisconsin, en valt bestuurlijk gezien onder Jefferson County en Walworth County.

## Demografie
Bij de volkstelling in 2010 werd het aantal inwoners vastgesteld op 14.390.

## Geografie
Volgens het United States Census Bureau beslaat de plaats een oppervlakte van 18,9 km², waarvan 18,1 km² land en 0,8 km² water. Whitewater ligt op ongeveer 251 m boven zeeniveau.

## Plaatsen in de nabije omgeving
De onderstaande figuur toont nabijgelegen plaatsen in een straal van 20 km rond Whitewater.

## Geboren in Whitewater
- Tom Hulce (1953), acteur